# Bruno Savignani
Bruno Costa Savignani (n. Goiânia, 27 de marzo de 1982) es un ex-baloncestista y entrenador brasileño, con pasaporte italiano de baloncesto que dirige al Club Baloncesto San Pablo Burgos de la Liga LEB Oro.

## Trayectoria

### Como jugador
Tras iniciar su carrera en Brasil en el Associação Atlética Goiânia, se trasladó a Europa para jugar en el Virtus Fondi italiano y más tarde en el Saint-Brieuc Basket Côtes d'Armor francés. Regresó a Brasil y en la temporada 2010-11 con UniCEUB Brasília, logró una Liga Sudamericana y un campeonato brasileño en su última temporada como profesional.

### Como entrenador
Tras retirarse como jugador, en 2011 Savignani se enroló como entrenador asistente del UniCEUB Brasília de la Novo Basquete Brasil, en el que trabajó durante cuatro temporadas. En 2015, pasó a ocupar el cargo de primer entrenador del UniCEUB Brasília, al que dirigió durante dos temporadas.
En 2017, se incorporó como parte del cuerpo técnico de Aleksandar Petrović en la Selección de baloncesto de Brasil, donde trabajaría como entrenador asistente, logrando clasificar al conjunto brasileño y participar en el Mundial de China de 2019, donde trabajaría durante cuatro temporadas. 
En la temporada 2018-19, se haría cargo del Sport Club Corinthians Paulista de la Novo Basquete Brasil, al que dirige durante dos temporadas.
En la temporada 2020-21, llega a Italia para convertirse en entrenador asistente de Massimo Cancellieri en el Basket Ravenna de la Serie A2.
En la temporada 2021-23, firma como asistente de Aleksandar Petrović en el Victoria Libertas Pesaro de la Lega Basket Serie A italiana. En la siguiente temporada continuaría formando parte del cuerpo técnico de Jasmin Repeša.
En la temporada 2023-24, firma como entrenador asistente de Massimo Cancellieri en el Strasbourg IG de la LNB Pro A francesa.
El 6 de noviembre de 2023, firma como entrenador del Real Betis Baloncesto de la Liga LEB Oro, en el que tendría como ayudante a Iñaki Martín.
El 3 de julio de 2024, firma por el Club Baloncesto San Pablo Burgos de la Liga LEB Oro. Además de lograr el ascenso a la Liga ACB, es nombrado por la Asociación Española de Entrenadores de Baloncesto como Mejor Entrenador de la fase regular 2024-25.

## Clubs
- 2011-15. UniCEUB Brasília. Novo Basquete Brasil. Entrenador Ayudante
- 2015-17. UniCEUB Brasília. Novo Basquete Brasil. Entrenador
- 2017-21. Selección de baloncesto de Brasil. Entrenador Ayudante
- 2018-20. Sport Club Corinthians Paulista. Novo Basquete Brasil. Entrenador
- 2020-21. Basket Ravenna. Serie A2. Entrenador Ayudante
- 2021-23. Victoria Libertas Pesaro. Lega Basket Serie A. Entrenador Ayudante
- 2023. Strasbourg IG. LNB Pro A. Entrenador Ayudante
- 2023-2024. Real Betis Baloncesto. Liga LEB Oro. Entrenador
- 2024-actualidad. Club Baloncesto San Pablo Burgos. Liga LEB Oro. Entrenador